# Akugyo

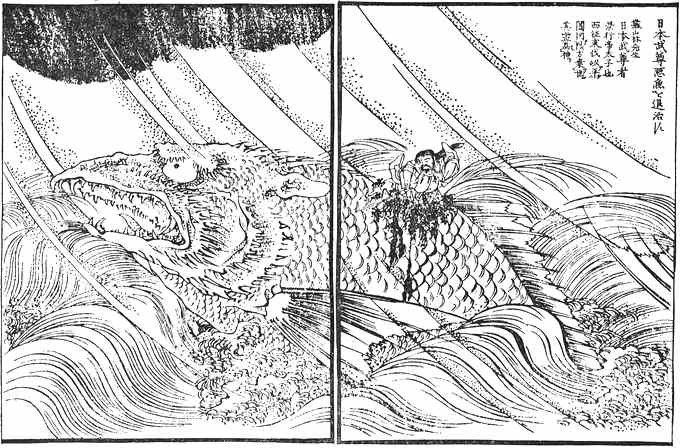
"Derrota al pez malvado del samurái japonés" del "Recorrido del santuario Kanpira" de Koura Urakawa

Akugyo (悪魚 o 悪樓?) es un dios malvado en la mitología japonesa.

## Visión general
Un pez gigante que vivía en el mar abierto de la provincia de Kibi (prefectura de Okayama). El tamaño es tan grande que se puede tragar un barco. Dioses malvados y dioses Kibianaji aparecieron en la era Nihonshoki. Existe la teoría de que es "Anatojin", que aparece en el "Kojiki" el Emperador Keiji.

## Saber popular
En el camino a casa después de la derrota del oso, Nippon Takeson se encontró con esta torre malvada, pero cuando se sentó a horcajadas sobre la torre malvada, fue exterminado con su orgullosa espada. También hay una teoría de que Susanooson ha luchado contra Evil Tower, pero la verdad es desconocida. Shigeru Mizuki es un dios malvado que aparece en Nihon Shoki y Kojiki, pero tal descripción no se encuentra en el texto original, incluido el nombre de Evil, y el significado de Evil no es seguro. Hay una indicación de que hay una conexión con lo que se llama un pez malo exterminado por Takenori Nippon en el "Mapa de Información Turística del Santuario Kanpira" escrito en el período Edo, Takehiko Fujisawa dice que es una torre malvada de peces grandes, y la torre del mal significa Dongyi y familia real.